# Марија Милославска
Марија Иљинична Милославска (рус. Мария Ильинична Милославская; Москва, 1625 — Москва, 18. август 1669) је била супруга Алексеја Михајловича и руска царица. Била је мајка Фјодора III, Ивана V и Софије Алексејевне.

## Биографија
Марија Иљинична млађа ћерка Иља Даниловича Милославског и Екатарине Фјодоровне Милославске. 1647. године цар Русије Алексеј I је организовао избор за младу. Оваква врста изборе младе потиче још од владавине Ивана III, чија је супруга Софија Палеолог (иначе сестре Јелене Палеолог Бранковић) потицала из византијске царске породице, а метода избора је била примењивана и у византијском царству. Изборним одбором је руководио Борис Морозов, утицајни тутор и рођак Маријиног оца. Он је окупио двеста девојака међу којима је била и Марија. Међутим, током церемоније цар је изабрао Јефимију Фјодоровну. Али након тога је Борис умешао своје прсте, подмитио судског лекара како би јој дијагностиковао епилепсију. Због тога је она заједно са оцем била протерана, опзжвши их да су покушали да сакрију њену болест, чиме је поништен његов први избор.
Марија је била други избор цара и од стране судског лекара проглашена је као потпуно здрава. Венчање је одржано 16. јануара 1648. године у Москви. Венчање језа разлику од сличних царских венчања одржано потпуно другачије без много помпе и светковина, већ скромно и у мирном тону. Десет дана након венчања, Борис Морозов се без обзира на огрому разлику у годинама оженио са њеном сестром Аном Милославскајом, јачајући свој утицај у власти. Њен отац је након тога постао бољар и најутицајнија особа на суду, чинећи породицу Милославски једном од најутицајнијих на царском двору. Брак са царем Ааексејом је био срећан. Током московског устанка 1648. године, одмах након венчања евакуисали су се у Коломенско.
У царској Русији, улога царице била је полу-јавна; све руске племкиње би требало да живе у изолацији, са што мање контакта са мушкарцима. Упркос овоме, од царице је требало очекивати да представља идеал женске православне преданости, а ван својих верских дужности, управља пословима особља и учествује у јавним добротворним и верским активностима. Царица Марија је испунила своју улогу како у добротворном, тако и у религијском смислу. Учествовала је у добротворним јавним донацијама у московским болницама за сиромашне, болесне и инвалиде. Понашала се као заштитник култа Марије Египћанке и фаворизовала манастир Сретенски (Москва) и била покровитељ. Године 1653, она је наручила икону за манастир, светица која је касније сматрана светом заштитницом династије Романов.
Марија је умрла од грознице након порођаја, неколико месеци након смрти свог оца.

## Потомство
Са Михаилом је имала пуно деце, нека су умрла још у детињству
- Дмитриј Алексејевич (1648–1649)
- Јевдокија Алексејевна (1650–1712)
- Марфа Алексејевна (1652–1707)
- Алексеј Алексејевич (1654–1670)
- Ана Алексејевна (1655–1659)
- Софија Алексејевна (1657–1704)
- Катарина Алексејевна (1658–1718)
- Марија Алексејевна (1660–1723)
- Фјодор III Алексејевич (1661–1682)
- Феодосија Алексејевна (1662–1713)
- Симеон (1665–1669)
- Иван V (1666–1696)
- Јевдокија Алексејевна (1669–1669)